# Chapelle Notre-Dame de Bon-Secours de Nesle
Pour les articles homonymes, voir Chapelle Notre-Dame-de-Bon-Secours.
La chapelle Notre-Dame de Bon-Secours est située sur le territoire de la commune de Nesle dans le département de la Somme, au sud de Péronne, en région Hauts-de-France.

## Historique
La chapelle actuelle a été bâtie en 1869. Elle succède à un édifice antérieur datant de 1761 remplaçant lui-même un oratoire du XVIIe siècle. Elle doit son nom à une statue de la Vierge retrouvée lors du déblaiement des remparts après les destructions dues aux invasions espagnoles.
La tradition orale rapporte qu'un habitant de Languevoisin voulut prendre la statue pour l'amener dans son village mais qu'elle se fit si lourde qu'il ne put la porter tandis qu'un Neslois n'eut aucune difficulté pour la soulever pour la déposer à la limite est de la ville. La décision de construire une chapelle fut prise pour servir d'abri à la statue.

## Caractéristiques
La chapelle a été construite en brique et pierre, en style néo-roman. Elle est composée de deux travées et d'une abside arrondie. Elle est éclairée de chaque côté par deux baies et par une rosace sur la façade qui est surmontée d'une statue en pierre de la Vierge.
À l'intérieur, la statue de la Vierge à l'Enfant qui surmonte l’autel, de style naïf, pourrait dater du XIVe siècle. Les murs sont garnis de boiseries au-dessus desquelles ont été apposés des ex-voto. Une suspension eucharistique accrochée au plafond, devant l'autel, complète la décoration du sanctuaire.

## Photos

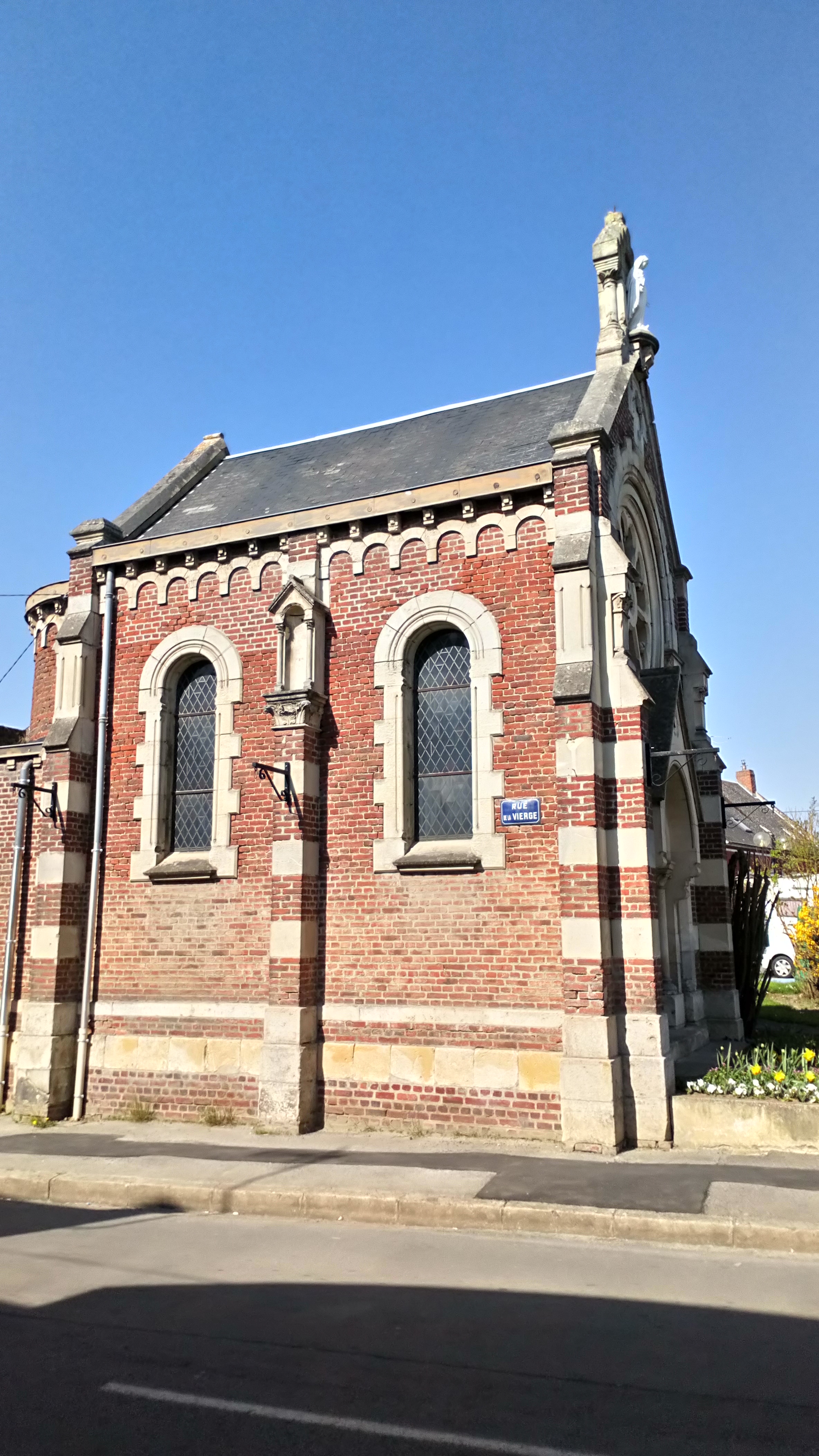
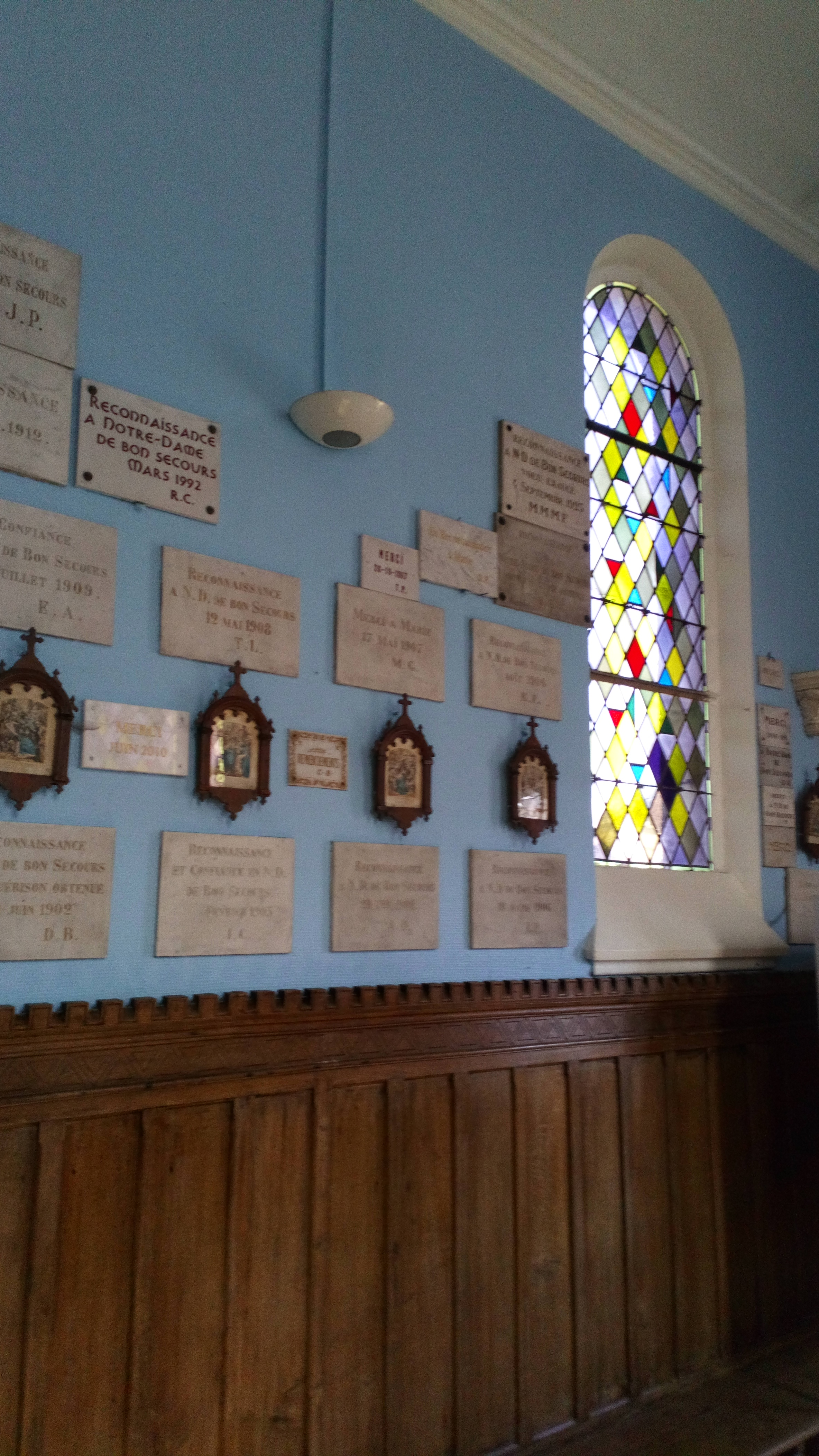
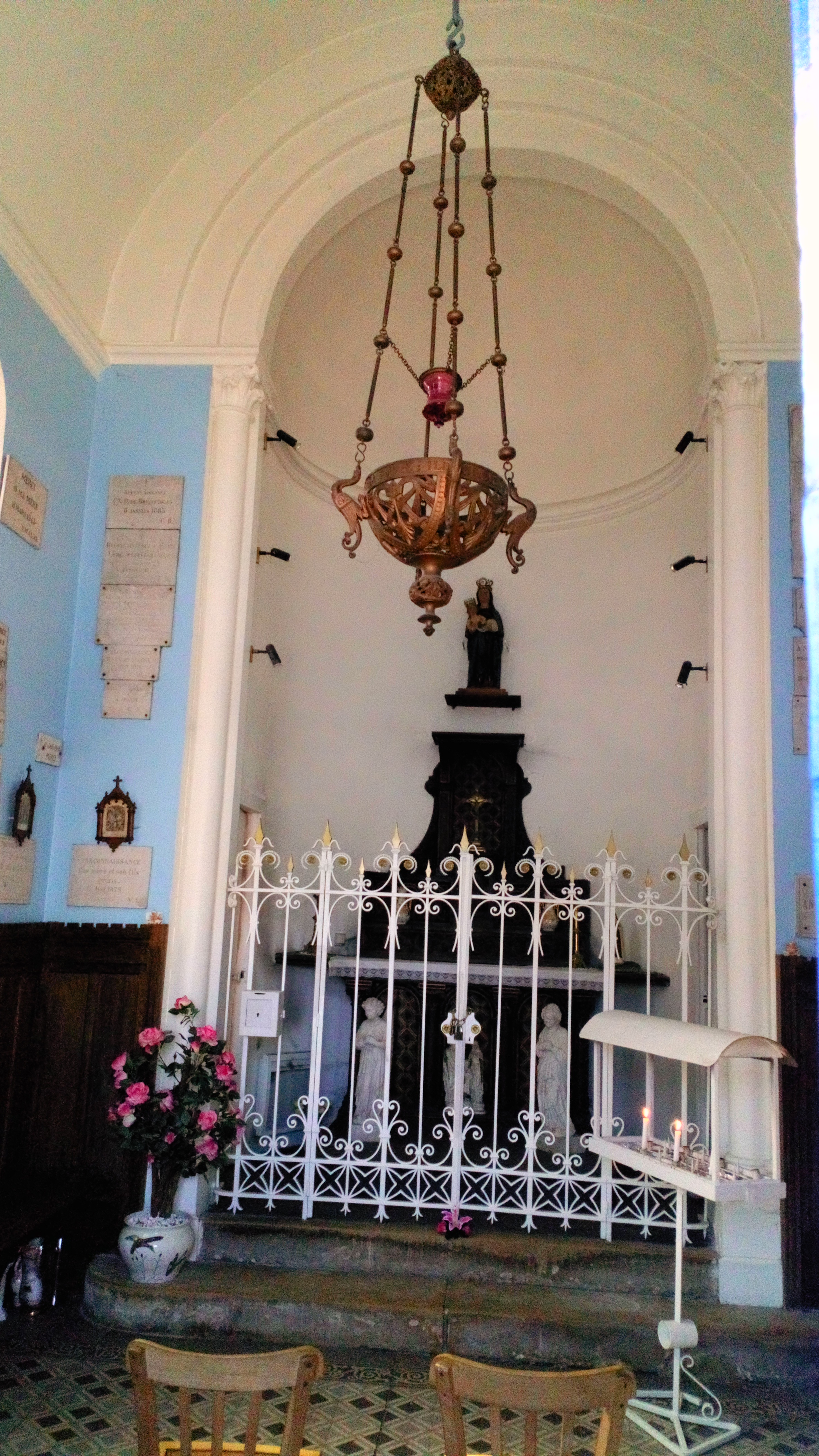